# Ново-Кычино
Ново-Кычино — деревня в Красногорском районе Удмуртской республики.

## География
Находится в северо-западной части Удмуртии на расстоянии приблизительно 2 км на северо-запад по прямой от районного центра села Красногорское.

## История
Известна с 1873 года как починок Гужношурской (Новое-Кычино) с 15 дворами, в 1905 году (уже деревня Новокычинская или Гужношур) 42 двора, в 1920 (Ново-Кычино) 55 дворов (11 русских и 44 удмуртских), в 1924 — 58 Современное название с 1932 года. До 2021 года входила в состав Красногорского сельского поселения.

## Население
Постоянное население составляло 135 человек (1873), 391 (1905), 359 (1924), 34 человека в 2002 году (русские 32 %, удмурты 68 %), 30 в 2012.